# Inga obtusata
Inga obtusata är en ärtväxtart som beskrevs av George Bentham. Inga obtusata ingår i släktet Inga och familjen ärtväxter. Inga underarter finns listade i Catalogue of Life.